# تمرین با وزنه

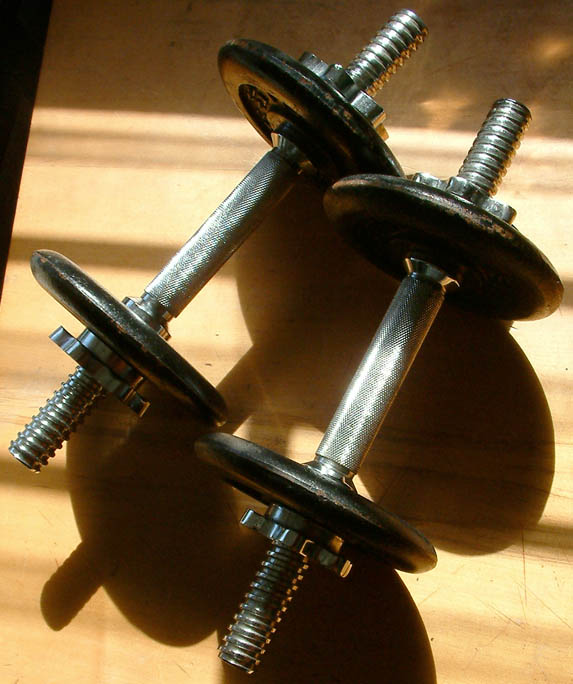
دمبل یکی از وسیله‌های مورد استفاده در تمرین با وزنه است.

تمرین با وزنه نوع رایج تمرینات قدرتی است که در آن برای افزایش قدرت و اندازه عضلات اسکلتی از وزنه استفاده می‌شود.
ورزش‌هایی که بر اساس تمرین با وزنه شکل گرفته شامل بدنسازی، وزنه‌برداری، پرتاب نیزه و بسیاری از ورزش‌های قدرتی است.

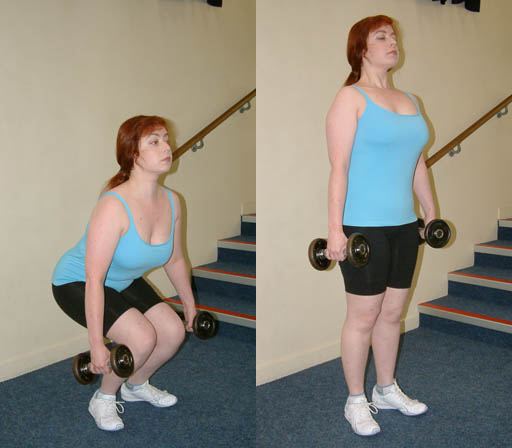
حرکت اسکات با دمبل

## کشش و گرم کردن
عضله باید قبل از ورزش گرم شود تا امادگی انجام حرکات را داشته باشد و خون داخل عضلات جریان پیدا کند تا از اسیب جلوگیری شود و کششی هم باید بعد از گرم کردن انجام شود که تاندون و رباط ها را اماده انجام حرکت کند

## تمرین مؤثر
تمرین مؤثر برای پرورش بافت عضلانی تمرینی است که در کوتاه‌ترین زمان نتیجه خوبی از خود بروز دهد، عواملی که چنین تمرینی را به وجود می‌آورند عبارتند از:
1. شدت
2. تقدم کیفیت بر کمیت
3. تفکیک حرکات مختلف از یکدیگر
4. استراحت
5. حریف تمرینی
6. ارگونومی (مهندسی فاکتورهای انسانی)

### شدت
شدت در تمرین مبحث بسیار گسترده‌ای است اما به‌طور خلاصه می‌توان آن را بدین گونه تعریف نمود که به نحوی تمرین نماییم که بدن نیاز به رشد را ضروری بداند. آیا تاکنون پس از مدتی بی تحرکی اقدام به فعالیت کرده‌اید، مثلاً پس از مدت‌ها یک روز صبح به پارک رفته و بدوید؟ در بعد از ظهر این روز در عضلات ساق پا احساس دردی به وجود می‌آید. این درد در نتیجه مدتی دور بودن از تمرین و نیز واکنش طبیعی عضلات ساق نسبت به تمرین می‌باشد. پس از مدتی تمرین کردن این درد نیز خود به خود از بین می‌رود. در تمرین با وزنه هم اوضاع همین‌طور است، و پس از مدتی بی تمرینی هنگام شروع مجدد تمرینات دردهای عضلانی رخ می‌نمایند. باید گفت که این دردها نمونه‌هایی از نتایج افراط شدت در تمرین می‌باشند. البته پس از مدتی که بدن به تمرین عادت نماید درد نیز از بین می‌رود و پس از مدتی نیز تمرین تبدیل به یک فعالیت عادی می‌شود. شدت در تمرین یعنی اینکه ورزشکار اجازه ندهد تا تمرین برای بدن یک فعالیت عادی قلمداد شود. رسیدن به شدت در تمرین کار ساده ای نیست و احتیاج به برنامه‌ریزی، علم و تجربه زیادی دارد. روش (سیستم )های مختلف تمرینی به واسطه همین هدف یعنی رسیدن به شدت پدید آمده‌اند. شدت در تمرین زمانی رخ می‌دهد که عضله مورد تمرین دیگر قادر به انجام حرکت نباشد. اصطلاح علمی این حالت MMFمی‌باشد که مخفف کلمات Momentary Muscular Failure (ضعف لحظه ای عضلانی) است.
تقدم کیفیت بر کمیّت: در تمامی ابعاد تمرین کیفیت بر کمیت برتری دارد، به عنوان مثال آرنولد با وزنه ۳۰ کیلوگرمی کاملاً صحیح و استاندارد حرکت لاری را در ست‌های ۱۵ تایی اجرا می‌نمود و دارای بهترین فرم بازوی زمان خود بود. هم‌اکنون در باشگاه‌ها می‌توان افرادی را یافت که شاید با وزنه ۵۰ کیلوگرمی هم حرکت لاری را اجرا نمایند اما نه در فرم صحیح و نه استاندارد تنها برای جابه‌جا کردن وزنه بیشتر و سنگین تر از نقطه A به نقطه B (آن هم به صورت ناقص و غلط).

### تفکیک حرکات مختلف از یکدیگر
تفکیک حرکات مختلف از یکدیگر دارای دو جنبه می‌باشد. یکی اینکه ورزشکار حرکات مربوط به عضلاتی که با هم تقابل دارند را در یک جلسه اجرا ننماید و این به نقاط ضعف و قوت یک ورزشکار مربوط می‌گردد. مثلاً ورزشکاری که در یکی از عضلات جلوبازو یا زیر بغل ضعف دارد نباید این دو گروه عضله را در یک روز تمرین دهد و بلکه حتی بهتر است که یک روز هم در بین انجام تمرینات آن‌ها وقفه بیندازد. جنبه دوم تفکیک حرکات از یکدیگر مربوط به نحوه صحیح انجام حرکت می‌شود بدین معنا که مثلاً در هنگام اجرای حرکت پرس سرشانه با هالتر از جلو به جهت بدست آوردن رکورد بهتر با پا و کمر به وزنه ضربه نزنیم، به عبارت بهتر اجازه دهیم که در حرکت تنها عضلات سرشانه فعالیت داشته باشند. به همین جهت است که حرکات سرشانه در حالت نشسته و با تکیه گاه بیشتر توصیه می‌گردند.

### استراحت
هر عضله در صورت رسیدن به MMFدر تمرین برای بازسازی و ریکاوری خود حداقل به ۴۸ ساعت زمان نیاز دارد. ونیز معمولاً پس از ۲ ماه تمرین فشرده یک هفته استراحت و پرداختن به سایر فعالیت‌های حرکتی مطلوب می‌باشد. البته لازم است ذکر شود که استراحت در درون خود جلسات تمرین نیز به عنوان عاملی مهم وجود دارد ولی زمان آن بیش از ۲ دقیقه توصیه نمی‌گردد.

### حریف تمرینی
وجود حریف تمرینی به جهت رساندن عضلات ورزشکار به نقطه MMFاز اهمیت خاصی برخوردار می‌باشد ضمن اینکه وجود یک حریف تمرینی مناسب از نظر روانی هم دارای اثرات مطلوب غیرقابل چشم پوشی است.

### ارگونومی یا مهندسی فاکتورهای انسانی
ارگونومی در تمرین یعنی استاندارد بودن کلیه شرایط محیطی برای انجام تمرینات توسط ورزشکار. از موارد ارگونومیک که باید در محیط تمرین رعایت شوند می‌توان به موارد ذیل اشاره نمود:
1. وجود نور به میزان کافی
2. تهویه مطبوع
3. عدم ورود افراد متفرقه با البسه غیر ورزشی
4. استفاده الزامی از حوله به جهت جلوگیری از تماس مستقیم بدن افراد با تشکچه‌های تمرین
5. وجود نظم در سالن و وسایل ورزشی
6. جدا بودن قسمت تمرینات ایروبیک از تمرینات با وزنه
7. وجود جعبه کمک‌های اولیه در سالن و نیز وسیله ارتباطی جهت تماس با اورژانس
8. وجود کپسول آتش‌نشانی
9. جدا بودن محیط رختکن به‌طور کامل بدین معنا که راه ورود و خروج آن از درون سالن نگذرد
10. استفاده از صفحه هالترها و دمبل‌های داری گارد لاستیکی
11. وجود تشک‌های لاستیکی جهت جلوگیری از ضربه‌های وارده از جانب صفحه هالترها و دمبل‌ها
12. وجود راک (مقر) دمبل، هالتر و صفحه هالتر
13. قرارگیری آینه‌های در محل امن و دور از امکان تصادم با هالترها، دستگاه‌ها، دمبل‌ها و صفحه هالترها
14. استفاده از کفپوش مناسب که دارای خواص زیر باشد:• دارای سطحی قابل شستشو باشد • سطحی لژ دار باشد تا ورزشکاران سر نخورند • نسبت به فشار دارای مقاومت باشد • در صورت لزوم قابلیت تعویض جزئی یا کلی آن موجود باشد • ترجیحاً دارای رنگی روشن باشد
15. محل قرارگیری سرویس‌های بهداشتی، سونا، استخر و دوش‌ها از محل تمرین با وزنه جدا باشد
16. قرارگیری بلند گوها در محیط باشگاه به نحوی باشد که صدا به میزان یکسان در محیط پخش گردد
17. بوفه باشگاه در محلی مجزا از سالن تمرین قرار داشته باشد و در نزدیکی آن محلی جهت شستشو دست موجود باشد
18. در صورت استفاده از پنکه‌های سقفی سالن تمرینات باید دارای ارتفاع حد اقل ۵ متر باشد

موارد ارگونومیکی که باید در یک سالن تمرین رعایت گردند بسیار ند، لیکن در اینجا به همین مقدار بسنده می‌نماییم. علاوه بر موارد ارگونومیکی که در سالن تمرین می‌بایست رعایت شوند مواردی نیز وجود دارند که البسه و لوازم تمرین شخصی ورزشکار را شامل می‌گردند مانند:
1. استفاده از البسه کتانی و نخی که جاذب عرق باشند و هر جلسه بعد از تمرین شسته شوند
2. استفاده از کمربند مناسب
3. استفاده از کفش ورزشی استاندارد و مناسب (کفش ساق بلند به واسطه امنیت بیشتر در منطقه مچ پا ترجیح دارد)
4. استفاده از مچ بند، آرنج بند، زانو بند در صورت تمرین سنگین
5. استفاده از ظرف آشامیدنی اختصاصی
6. همراه داشتن یک حوله کوچک در حین تمرین در سالن
7. همراه نداشتن لوازم زینتی از قبیل گردن بند، انگشتر و … در حین تمرین

## اصول تمرینات بدنسازی

### اصل ویژگی
افزایش آمادگی عضلانی با توجه به عضله یا گروه عضلانی فعال، نوع انقباض و شدت تمرین شامل اصل ویژگی می‌شود. به عنوان مثال برا ی افزایش قدرت گروه عضلات خم‌کننده پا باید حرکاتی انتخاب گردند که باعث انقباض‌های درونگرا و برون‌گرای همان گروه از عضلات گردند. به جهت افزایش قدرت، حرکات با شدت بالا و تکرارهای کم و برای افزایش استقامت حرکات با شدت پایین و تکرارهای زیاد، اجرا می‌شوند. اصل ویژگی شامل سرعت و دامنه حرکت مورد استفاده نیز می‌شود. مثلاً در تمرینات ایزومتریک قدرت فقط در زوایای تمرین شده افزایش چشمگیر پیدا می‌نماید و در تمرینات ایزوکنتیک افزایش قدرت فقط محدود به سرعتهای تمرین شده و پایینتر می‌باشد.

### اصل اضافه بار
برای کسب قدرت و استقامت، باید به نحوی تمرین نمود که فشار ناشی از تمرین بر عضلات بیش از حد طبیعی باشد. برای توسعه قدرت، شدت تمرین بین ۶۰ تا ۱۰۰ درصد حداکثر توان توصیه می‌شود. برای افزایش استقامت می‌توان از شدتهای حدود ۳۰ درصد تا نقطه MMF سود جست.

### اصل پیشرفت
در طول برنامه تمرین، حجم تمرین یا میزان کل کار را باید به صورت دوره ای افزایش داد تا اضافه بار به عضله وارد شده و پیشرفت ورزشکار از نظر قدرت و استقامت ادامه یابد. همچنین ضروری است که از سرعت پیشرفت کاست، چرا که اگر پیشرفت خیلی سریع باشد می‌تواند باعث بروز آسیب‌های عضلانی – استخوانی و دردهای عضلانی مفرط گردد.

### اصل سطوح اولیه و تفاوتهای فردی
در مقایسه با افرادی که در شروع دوره تمرین قدرت بیشتری دارند، ورزشکارانی که قدرت کم تری دارند، نسبتاً قدرت بیشتر و پیشرفت سریعتری را در پاسخ به تمرین کسب می‌نمایند.

### اصل کاهش بازده
میزان پیشرفت ورزشکار تا زمان نزدیک شدن یا رسیدن به سطح وراثتی وی ادامه می‌یابد. اما در این راه هر چه ورزشکار به سطح وراثتی خود نزدیکتر شود میزان پیشرفت آهسته‌تر یا حتی متوقف می‌گردد.

### اصل برگشت‌پذیری
هنگامی که ورزشکار حجم تمرین را خیلی کم یا به کل تمرین را قطع می‌کند سازگاری‌های فیزیولوژیک و پیشرفتهای حاصل از تمرین به زمان پیش از تمرین بازمی‌گردد یا لااقل به آن زمان خیلی نزدیک می‌شود. البته می‌توان با فنون مختلف دوره‌بندی تمرین اثرات بی تمرینی را برای مدتی کم نمود.